# Southland Conference (pallavolo)
La Southland Conference è una delle 32 conference di pallavolo femminile affiliate alla NCAA Division I, la squadra vincitrice accede di diritto al torneo NCAA.

## Membri

| Squadra                  | Sede           | Stato     | Fondazione | Soprannome  | Affiliazione |
| ------------------------ | -------------- | --------- | ---------- | ----------- | ------------ |
| East Texas A&M           | Commerce       | Texas     | 1978       | Lions       | 2022         |
| Houston Christian        | Houston        | Texas     | 1986       | Huskies     | 2013         |
| Incarnate Word           | San Antonio    | Texas     | 1987       | Cardinals   | 2013         |
| Lamar                    | Beaumont       | Texas     | 1973       | Cardinals   | 2022         |
| McNeese State            | Lake Charles   | Louisiana | 1974       | Cowgirls    | 1982         |
| New Orleans              | New Orleans    | Louisiana | 1975       | Privateers  | 2013         |
| Nicholls State           | Thibodaux      | Louisiana | 1975       | Colonels    | 1991         |
| Northwestern State       | Natchitoches   | Louisiana | 1973       | Lady Demons | 1987         |
| Southeastern Louisiana   | Hammond        | Louisiana | 1974       | Lady Lions  | 1987         |
| Stephen F. Austin State  | Nacogdoches    | Texas     | 1980       | Ladyjacks   | 2024         |
| Texas A&M Corpus Christi | Corpus Christi | Texas     | 2000       | Islanders   | 2006         |
| Texas Rio Grande Valley  | Edinburg       | Texas     | 1985       | Vaqueros    | 2024         |

### Ex membri
| College           | Ingresso | Uscita |
| ----------------- | -------- | ------ |
| Texas Arlington   | 1982     | 2011   |
| Arkansas State    | 1982     | 1986   |
| UL Lafayette      | 1982     | 1986   |
| North Texas       | 1983     | 1995   |
| Louisiana Monroe  | 1982     | 2005   |
| Texas State       | 1987     | 2011   |
| Texas San Antonio | 1991     | 2011   |
| Oral Roberts      | 2012     | 2013   |
| Abilene Christian | 2013     | 2020   |
| Central Arkansas  | 2006     | 2020   |
| Sam Houston State | 1987     | 2020   |

## Arene
| Squadre                  | Arene                      | Capacità |
| ------------------------ | -------------------------- | -------- |
| East Texas A&M           | The Field House            | 3 055    |
| Houston Christian        | Sharp Gymnasium            | 1 000    |
| Incarnate Word           | McDermott Center           | 2 000    |
| Lamar                    | McDonald Gym               | 500      |
| McNeese State            | The Legacy Center          | 600      |
| New Orleans              | Human Performance Center   | 1 760    |
| Nicholls State           | David R. Stopher Gymnasium | 3 800    |
| Northwestern State       | Prather Coliseum           | 3 900    |
| Southeastern Louisiana   | University Center          | 7 500    |
| Stephen F. Austin State  | Shelton Gym                | 1 000    |
| Texas A&M Corpus Christi | Dugan Wellness Center      | 1 200    |
| Texas Rio Grande Valley  | UTRGV Fieldhouse           | 2 500    |

## Albo d'oro
| Anno          | Podio                    | Podio                    | Podio |
| Campione      | Seconda                  | Terza                    |       |
| ------------- | ------------------------ | ------------------------ | ----- |
| 1982 Dettagli | Texas Arlington          | Lamar                    | -     |
| 1983 Dettagli | Lamar                    | Texas Arlington          | -     |
| 1984 Dettagli | Lamar                    | Texas Arlington          | -     |
| 1985 Dettagli | Texas Arlington          | Lamar                    | -     |
| 1986 Dettagli | Texas Arlington          | Lamar                    | -     |
| 1987 Dettagli | Texas Arlington          | Sam Houston State        | -     |
| 1988 Dettagli | Texas Arlington          | Southwest Texas State    | -     |
| 1989 Dettagli | Texas Arlington          | Southwest Texas State    | -     |
| 1990 Dettagli | Texas Arlington          | Southwest Texas State    | -     |
| 1991 Dettagli | Southwest Texas State    | Texas Arlington          | -     |
| 1992 Dettagli | Texas Arlington          | Stephen F. Austin State  | -     |
| 1993 Dettagli | Sam Houston State        | Stephen F. Austin State  | -     |
| 1994 Dettagli | Stephen F. Austin State  | Sam Houston State        | -     |
| 1995 Dettagli | North Texas              | Stephen F. Austin State  | -     |
| 1996 Dettagli | Sam Houston State        | Stephen F. Austin State  | -     |
| 1997 Dettagli | Stephen F. Austin State  | Nicholls State           | -     |
| 1998 Dettagli | Southwest Texas State    | Texas Arlington          | -     |
| 1999 Dettagli | Stephen F. Austin State  | McNeese State            | -     |
| 2000 Dettagli | Texas San Antonio        | Lamar                    | -     |
| 2001 Dettagli | Texas Arlington          | Stephen F. Austin State  | -     |
| 2002 Dettagli | Texas Arlington          | Lamar                    | -     |
| 2003 Dettagli | Nicholls State           | TSU San Marcos           | -     |
| 2004 Dettagli | TSU San Marcos           | Stephen F. Austin State  | -     |
| 2005 Dettagli | TSU San Marcos           | Texas San Antonio        | -     |
| 2006 Dettagli | Stephen F. Austin State  | Texas Arlington          | -     |
| 2007 Dettagli | TSU San Marcos           | Stephen F. Austin State  | -     |
| 2008 Dettagli | Lamar                    | TSU San Marcos           | -     |
| 2009 Dettagli | TSU San Marcos           | Stephen F. Austin State  | -     |
| 2010 Dettagli | Texas San Antonio        | Central Arkansas         | -     |
| 2011 Dettagli | TSU San Marcos           | Texas San Antonio        | -     |
| 2012 Dettagli | Central Arkansas         | Oral Roberts             | -     |
| 2013 Dettagli | Central Arkansas         | Northwestern State       | -     |
| 2014 Dettagli | Northwestern State       | Central Arkansas         | -     |
| 2015 Dettagli | Texas A&M Corpus Christi | Houston Baptist          | -     |
| 2016 Dettagli | Texas A&M Corpus Christi | Sam Houston State        | -     |
| 2017 Dettagli | Central Arkansas         | Abilene Christian        | -     |
| 2018 Dettagli | Stephen F. Austin State  | Central Arkansas         | -     |
| 2019 Dettagli | Stephen F. Austin State  | Sam Houston State        | -     |
| 2020 Dettagli | Texas A&M Corpus Christi | Sam Houston State        | -     |
| 2021 Dettagli | Texas A&M Corpus Christi | McNeese State            | -     |
| 2022 Dettagli | Southeastern Louisiana   | Houston Christian        | -     |
| 2023 Dettagli | Southeastern Louisiana   | Texas A&M Corpus Christi | -     |
| 2024 Dettagli | Texas A&M Corpus Christi | Southeastern Louisiana   | -     |

## Palmarès
| Squadre                  | Titoli | Stagioni                                                   |
| ------------------------ | ------ | ---------------------------------------------------------- |
| Texas Arlington          | 10     | 1982, 1985, 1986, 1987, 1988, 1989, 1990, 1992, 2001, 2002 |
| Texas State              | 7      | 1991, 1998, 2004, 2005, 2007, 2009, 2011                   |
| Stephen F. Austin State  | 6      | 1994, 1997, 1999, 2006, 2018, 2019                         |
| Texas A&M Corpus Christi | 5      | 2015, 2016, 2020, 2021, 2024                               |
| Lamar                    | 3      | 1983, 1984, 2008                                           |
| Central Arkansas         | 3      | 2012, 2013, 2017                                           |
| Sam Houston State        | 2      | 1993, 1996                                                 |
| Texas San Antonio        | 2      | 2000, 2010                                                 |
| Southeastern Louisiana   | 2      | 2022, 2023                                                 |
| North Texas              | 1      | 1995                                                       |
| Northwestern State       | 1      | 2014                                                       |